# Вуковарсько-Сремська жупанія
Вукова́рсько-Сре́мська жупа́нія (хорв. Vukovarsko-srijemska županija) — округ на крайньому північному сході Хорватії між Дунаєм та Савою. Охоплює південно-східну Славонію та західний Срем. Адміністративний центр жупанії — Вуковар, однак найбільше за населенням місто — Вінковці.

## Географія
Площа жупанії — 2448 км². На заході округ межує з Бродсько-Посавською жупанією, на північному заході і півночі з Осієцько-Баранською жупанією, на півдні межі жупанії є одночасно кордоном між Хорватією та Боснією і Герцеговиною, а на північному сході, сході і південному сході — кордоном із Сербією, який на північно-східному відрізку проходить по Дунаю.
Територія жупанії здебільшого низинна, лише на сході вона включає невелику частину лісистої височини — гряди Фрушка-Гора. Ґрунти родючі. На обширі Вуковарсько-Сремської жупанії панує помірно континентальний клімат. Літо сонячне і тепле, а зима холодна. Середньорічна температура становить близько 11 °C з середнім найтеплішим максимумом 29,9 °C та середнім мінімумом 12,2 °C.
Через жупанію проходять важливі міжнародні сухопутні та річкові (Дунай і Сава) шляхи.

## Історія
На території жупанії знаходяться археологічні пам'ятки неолітичного періоду.
Міста жупанії сильно постраждали впродовж війни за незалежність Хорватії 1991—1995 рр. Під час агресії проти Вуковара в 1991 році з боку ЮНА та сербських воєнізованих формувань загинуло щонайменше 1793 людини. У процесі ексгумації в Вуковарсько-Сремській жупанії знайдено 52 масові поховання і понад сотню одиничних гробів, з яких ексгумовано останки 1970 жертв (з них ідентифіковано 1693 особи). При Управлінні у справах ув'язнених і зниклих безвісти все ще триває процес пошуку 500 осіб з Вуковарсько-Сремського округу, з яких 354 людини пропали безвісти внаслідок насильного вивезення з Вуковара. Крім того, принаймні 2796 людей, захоплених у полон 1991 року в районі Вуковара, ЮНА спровадила в сербські табори і тюрми в Неґославцях і Старих Янковцях та у Воєводині і Сербії (в Шіді, у Сремській Митровиці, Румі, Новому Саді, Стаїчевому, Беґейцях ...).

## Населення
Згідно з даними перепису 2001 року, на території жупанії проживало 204 768 осіб. Національний склад населення жупанії:
| нація    | чисельність | відсоток |
| -------- | ----------- | -------- |
| хорвати  | 160 277     | 78,27%   |
| серби    | 31 644      | 15,45%   |
| угорці   | 2 047       | 1,00%    |
| русини   | 1 796       | 0,88%    |
| словаки  | 1 338       | 0,65%    |
| босняки  | 1 138       | 0,56%    |
| албанці  | 487         | 0,24%    |
| українці | 476         | 0,23%    |

## Адміністративний поділ
В адміністративному відношенні жупанія ділиться на 30 муніципальних утворень (5 міст, 26 громад):
- Місто Вуковар, столиця жупанії, населення 30 126 жителів
- Місто Вінковці, 33 239 людей
- Місто Жупаня, 13 775 людини
- Місто Оток, 5 858 мешканців
- Місто Ілок, 5 897 осіб
- Громада Трпіня
- Громада Борово
- Громада Тордінці
- Громада Маркушиця
- Громада Ярмина
- Громада Іванково
- Громада Андріяшевці
- Громада Бабина Греда
- Громада Бошняці
- Громада Воджинці
- Громада Ґрадіште
- Громада Гуня
- Громада Дреновці
- Громада Старі Мікановці
- Громада Церна
- Громада Привлака
- Громада Врбаня
- Громада Ніємці
- Громада Товарник
- Громада Ловас
- Громада Томпоєвці
- Громада Старі Янковці
- Громада Неґославці
- Громада Богданівці
- Громада Нуштар
- Громада Штитар — виділена в 2006 році з міста Жупаня.